# マーサルジャワイヒ
マーサルジャワイヒ（Masarjawaih, Messer Jawait, ヘブライ語 Mesharsheya）はイラクのユダヤ人の医学者。バスラに生まれる。883年頃バスラに住んだことが知られている。
アレクサンドリアのキリスト教聖職者のアハルーン Ahrun によるギリシア語医学書に基づくシリア語訳本を、さらにアラビア語に翻訳した。
これはアラビア語初の医学書である。